# Sukamulya (Cikembar)
Sukamulya is een bestuurslaag in het regentschap Sukabumi van de provincie West-Java, Indonesië. Sukamulya telt 10.458 inwoners (volkstelling 2010).